# Бийкоза
Бийкоза — варіант козобаса. Акомпануючий смичково-щипковий музичний інструмент, створений у 1960-х роках на гуцульській фольклорно-етнографічній основі. Розповідають, що коли гуцульське весілля залишали музиканти, а гості ще хотіли веселитися, вони брали відро, вставляли в нього коромисло і прив'язували дрота до дужки відра і верхнього кінця коромисла. Протягуючи палицею по дроті або ударяючи, грали на цій химері на четвертий-сьомий день весілля або під час колядок імітували звуки кози.